# World Music Awards
The «World Music Awards» (укр. Світові музичні нагороди) - міжнародна музична премія, що вручається щорічно з 1989 року в Монте-Карло. 

## Умови присудження
Присуджується виконавцям за результатами світових продажів їх записів на підставі даних Міжнародної федерації виробників фонограм. 

## Організатори
Виконавчим продюсером і одним з авторів шоу є Джон Мартінотті. Церемонія проводиться під патронатом князя Монако Альберта II.

## Організація церемонії
Церемонія транслюється в Європі, Північній і Південній Америці, Африці, Азії, Австралії та Нової Зеландії, в цілому охоплюючи більше 160 країн світу. Освітленням шоу в ЗМІ в основному здійснюють сторонні компанії.